# Hôtel de Barruel
Pour les articles homonymes, voir Barruel.
L'hôtel de Barruel est un hôtel situé à Villeneuve-de-Berg, en France.

## Localisation
L'hôtel est situé sur la commune de Villeneuve-de-Berg, dans le département français de l'Ardèche.

## Historique
L'édifice est inscrit au titre des monuments historiques en 1981.